# Izdebno (województwo kujawsko-pomorskie)
Izdebno – wieś w województwie kujawsko-pomorskim, w powiecie żnińskim, w gminie Rogowo. Wchodzi w skład sołectwa Izdebno-Wola.
W latach 1975–1998 miejscowość administracyjnie należała do województwa bydgoskiego. Według Narodowego Spisu Powszechnego (2011) liczyła 141 mieszkańców. Jest szesnastą co do wielkości miejscowością gminy Rogowo.

## Położenie
Izdebno leży na wschodnim brzegu wąskiego jeziora Wolskiego, w dorzeczu rzeki Wełny, około 3 km od Rogowa, w połowie drogi między Poznaniem a Bydgoszczą, przy drodze krajowej nr 5.

## Historia
Z drogi Rogowo – Żnin na wysokości południowego krańca jeziora odchodzi dróżka na półwysep. Znajduje się na nim owalne grodzisko pierścieniowate o wymiarach 225 × 125 m – pozostałość osady kultury łużyckiej podobnej do Biskupina, odkrytej przez członków ekspedycji biskupińskiej w 1935 r., w wyniku szeroko zakrojonych wówczas poszukiwań stanowisk archeologicznych. Nie prowadzono na omawianym obiekcie żadnych prac wykopaliskowych. Jedynie w latach 50. XX wieku miejscowy nauczyciel szkoły wykopał dwie duże dziury na wale grodu wczesnośredniowiecznego, a studenci archeologii Uniwersytetu Poznańskiego w 1948 r. założyli małe sondy na majdanie grodu i zakończyli prace poszukiwawcze w momencie dojścia do konstrukcji drewnianych, które potwierdziły wcześniej postawiona hipotezę o bliźniaczym charakterze grodów w Izdebnie i Biskupinie. Przeprowadzona w roku 1975 ekspedycja archeologiczna wykazała, że pod metrową warstwą torfiastej ziemi, znajdują się doskonale zachowane drewniane relikty grodu łużyckiego, zbudowanego około V w. p.n.e. Później był tu gród wczesnośredniowieczny, a obecnie jest pastwisko. W 1974 roku na końcu półwyspu odkryto fundamenty wieży mieszkalno-obronnej z XIV wieku.

## Zabytki
Na wzgórku po południowej stronie wsi znajduje się krzyż i fragmenty muru ceglano-kamiennego po późnogotyckim kościele z około 1580 roku, który w połowie XIX wieku popadł w ruinę. Przy drodze do Grochowisk pomnik Jana Białasa (1956 r.), rozstrzelanego w tym miejscu przez Niemców we wrześniu 1939 roku. Na terenie wsi zlokalizowany jest nieczynny cmentarz ewangelicki.

## Turystyka
Bliskość jeziora wolskiego sprawia, że Izdebno jest atrakcyjne dla turystów uprawiających sporty wodne oraz wędkarzy. Jezioro posiada kształt rynnowo-wydłużony w kierunku północ-południe, o rozwiniętej linii brzegowej. Długość to 4500 m, szerokość 625 m, a głębokość maksymalna według różnych źródeł wynosi od 28,2 do 46,0 m. Jego atutem jest także duża przejrzystość, średnio około 3 m.
Wzdłuż linii brzegowej występują prywatne działki rekreacyjne. W Izdebnie znajduje się także gospodarstwo agroturystyczne, a we Woli ośrodek wypoczynkowy. Pomiędzy Izdebnem a Rogowem znajduje się park dinozaurów Zaurolandia, chętnie odwiedzany przez turystów z całej Polski.